# Bajío (Michoacán)
El Bajío michoacano es una región localizada en el norte del estado de Michoacán, y está comprendida por las regiones socioeconómicas de Cuitzeo (Morelia), Bajío, Lerma-Chapala (Zamora) y parte de la región Oriente. El Bajío michoacano representa el 25 % de la superficie del estado, aproximadamente 14 649.75 km², casi la mitad de la superficie del estado de Guanajuato.

## Geografía

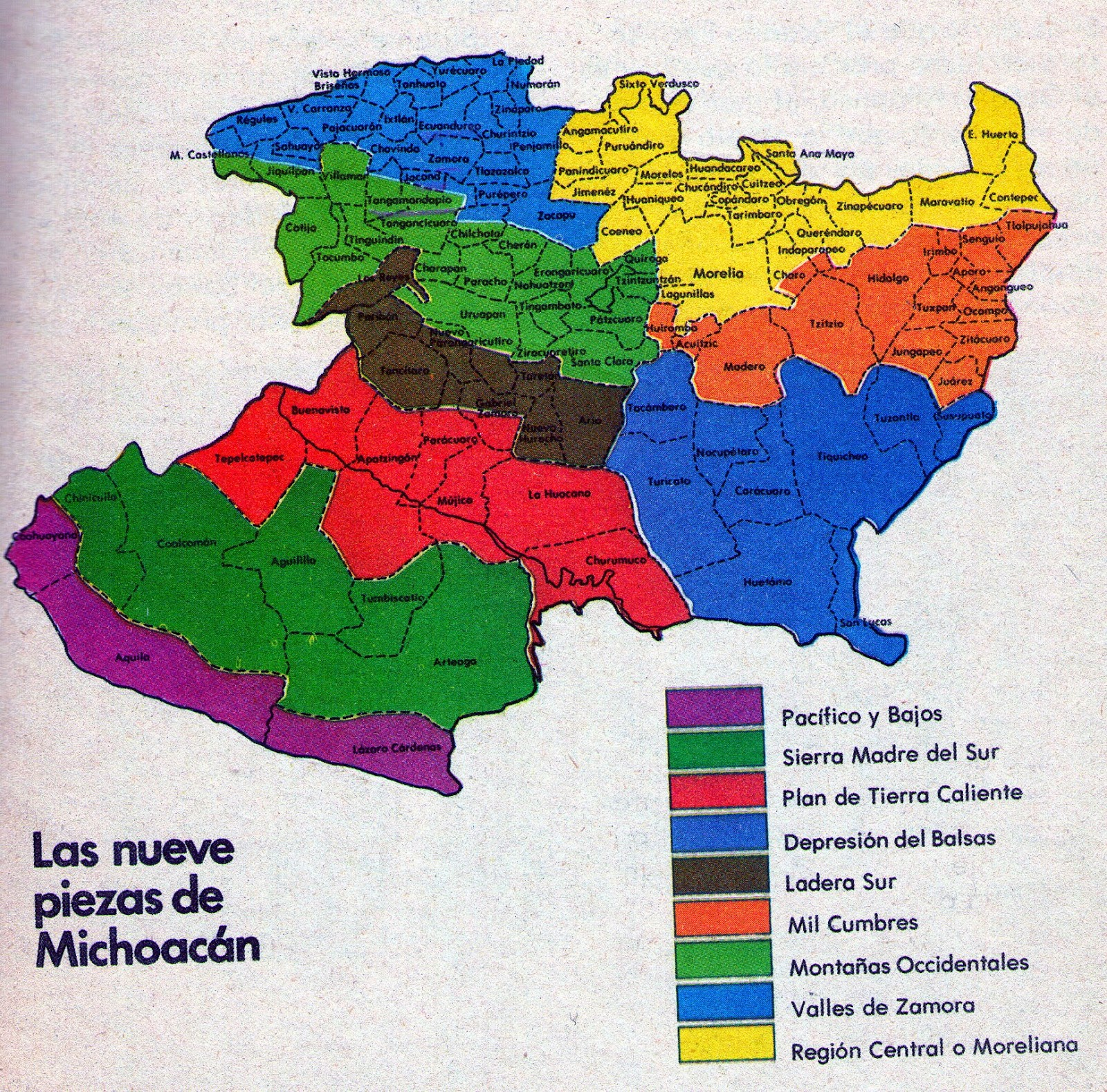
Nueve Piezas de Michoacán.

Según Luis González el Bajío Michoacano está conformado por la región Valles de Zamora o Bajío Zamorano (Noroeste de Michoacán) y Central o Moreliana, Bajío Moreliano (Noreste de Michoacán) según su clasificación «Las nueve piezas de Michoacán».
Los valles de esta región son el resultado de la actividad volcánica de la época geológica del Plioceno y del periodo Cuaternario que en su momento produjo grandes lagos interiores por quedar obstruida la salida de sus aguas. Así, en la región se encontraban cuatro grandes lagos: en la depresión del Lerma (región Bajío), en la zona entre Morelia y Acámbaro y en los valles de la Ciénega de Chapala, Zacapu y Zamora.

## Bajío Moreliano (Noreste de Michoacán)
Llamada también Región Central está al norte del estado y no al centro, se le dice así porque en esta región se encuentra la capital del estado.
Se le da el nombre de Región del Lerma, Noreste de Michoacán, y Bajío Moreliano. Por el sur limita con el Eje Volcánico Transversal. Por el norte limita con Guanajuato, Estado de México y Querétaro. Por el oeste con la sierra del Zirate separa el Bajío de Zamora del Bajío de Morelia. 
El Bajío Moreliano es un poco más extenso que el Bajío Zamorano, mide 8 000 km² aproximadamente ocupa el 14% de la superficie del estado; comprende de 24 municipios: Álvaro Obregón, Angamacutiro, Coeneo, Contépec, Copándaro, Cuitzeo, Charo, Chucándiro, Epitacio Huerta, Huandacareo, Huaniqueo, Indaparapeo, Morelos, Lagunillas, Maravatío, Morelia, Panindícuaro, Puruándiro, José Sixto Verduzco, Queréndaro, Santa Ana Maya, Tarímbaro, Jiménez y Zinápecuaro. 
El Bajío Moreliano tiene menos recursos naturales que el de Bajío Zamorano, pero tiene mejor clima.

## Bajío Zamorano (Noroeste de Michoacán)
Recibe el nombre de Noroeste Michoacano, Distrito Lerma-Chapala, Tierra de Valles, Región Ciénega (hoy conocida como Lerma-Chapala) y Bajío, cubre el 12 % de la superficie de Michoacán, con 7 500 km2; colaboran partes de 26 municipios, Briseñas, Chavinda, Chilchota, Churintzio, Ecuandureo, Ixtlán, Jacona, Jiquilpan, La Piedad, Marcos Castellanos, Nicolás de Regules, Numarán, Pajacuarán, Penjamillo, Purépero, Sahuayo, Tangamandapio, Tangancícuaro, Tanhuato, Tlazazalca, Venustiano Carranza, Vista Hermosa, Yurécuaro, Zacapu, Zamora y Zináparo. 
El Bajío de Zamora es una combinación de llanos y cerros, caracterizado por un relieve menos montañoso y más tierras planas, según los agricultores es la región más fértil.

## Municipios
- Álvaro Obregón
- Angamacutiro
- Briseñas
- Cojumatlán de Régules
- Coeneo
- Contepec
- Charo
- Chavinda
- Chilchota
- Chucándiro
- Churintzio
- Cuitzeo
- Copándaro
- Ecuandureo
- Epitacio Huerta
- Huandacareo
- Huaniqueo
- Indaparapeo
- Ixtlán
- Jacona
- Jiménez
- Jiquilpan
- José Sixto Verduzco
- Maravatío
- Marcos Castellanos
- Morelia
- Morelos
- Numarán
- Lagunillas
- La Piedad
- Pajacuarán
- Panindíuaro
- Penjamillo
- Purépero
- Puruándiro
- Queréndaro
- Sahuayo
- Santa Ana Maya
- Tangamandapio
- Tangancícuaro
- Tanhuato
- Tarímbaro
- Tlazazalca
- Venustiano Carranza
- Vista Hermosa
- Yurécuaro
- Zacapu
- Zamora
- Zináparo
- Zinapécuaro